# Deborah

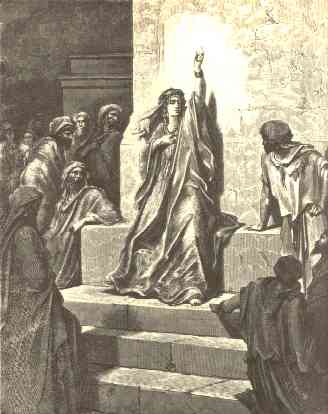
Profeten Debora.

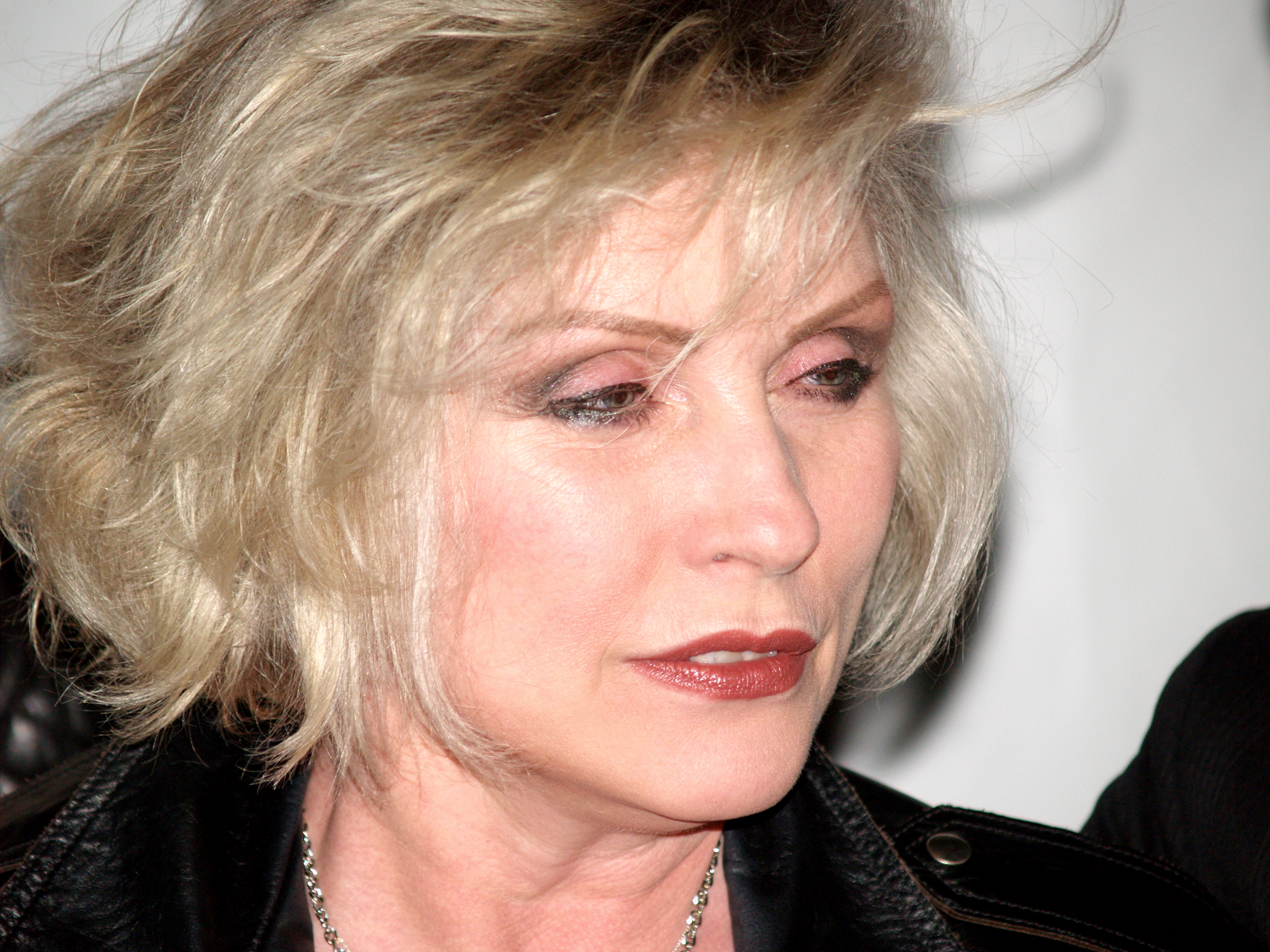
Deborah Harry, sångerska i bandet Blondie.

Deborah eller Debora är ett kvinnonamn som kommer från det hebreiska דְּבוֹרָה (Devorah). Namnet betyder bi eller flitig, arbetsam.
Den 31 december 2014 fanns det totalt 1 187 kvinnor folkbokförda i Sverige med namnet Deborah eller Debora, varav 561 bar det som tilltalsnamn.
Namnsdag: saknas

## Personer med namnet Debora eller Deborah
- Debora, profet i Gamla Testamentet
- Debora Caprioglio, italiensk skådespelerska
- Deborah Cavendish, hertiginna av Devonshire, engelsk hertiginna och den yngsta av systrarna Mitford
- Deborah Compagnoni, italiensk alpin skidåkare
- Deborah Cox, kanadensisk R&B-sångerska
- Deborah Ellis, kanadensisk författare
- Débora Falabella, brasiliansk skådespelerska
- Déborah François, belgisk skådespelerska
- Deborah Gibson, amerikansk popsångerska
- Deborah Harry, amerikansk rocksångerska
- Deborah Kerr, brittisk skådespelerska
- Debora Patta, sydafrikansk journalist
- Deborah Rennard, amerikansk skådespelerska
- Deborah Rowe, Michael Jacksons fd hustru
- Deborah Tannen, amerikansk professor
- Deborah Kara Unger, kanadensisk skådespelerska
- Deborah Ann Woll, amerikansk skådespelerska